# Firas Al-Khatib
Firas Mohamad Al-Khatib (in siriano فراس محمد الخطيب; Hims, 9 giugno 1983) è un allenatore di calcio ed ex calciatore siriano, attaccante dell'Al-Kuwait e della Nazionale siriana.

## Caratteristiche tecniche
Attaccante prolifico, poteva giocare anche come ala destra o come trequartista.

## Carriera

### Club
Nel 2002, dopo aver giocato in patria con l'Al-Karamah, dove ha dimostrato una buona vena realizzativa, si trasferisce in Kuwait, all'Al-Naser. Nel 2003 passa all'Al-Arabi. Nel gennaio 2005 viene prestato ai qatarioti dell'Al-Ahly Doha. Nell'estate 2005 torna all'Al-Arabi. Nel 2009 passa all'Al-Qadsia. Nel 2011 viene acquistato dall'Umm-Salal, squadra della massima serie qatariota. Nel gennaio 2012 torna all'Al-Qadsia. Nell'estate 2012 si trasferisce in Iraq, al Zakho. Nel 2013 si accasa in Cina, allo Shanghai Shenhua. Nel 2014 si trasferisce in Kuwait, all'Al-Arabi. Nel 2016 viene acquistato dall'Al Kuwait.

### Nazionale
Ha debuttato in Nazionale nel 2001. È stato fra i migliori marcatori di sempre della Nazionale siriana. Ha partecipato, con la Nazionale, alla Coppa d'Asia 2011.